# Julius August von Braunschweig-Wolfenbüttel

Julius August von Braunschweig-Wolfenbüttel, Abt von Michaelstein

Julius August von Braunschweig-Wolfenbüttel (* 9. Februar 1578 in Wolfenbüttel; † 31. August 1617 in Michaelstein) war ein Prinz von Braunschweig-Wolfenbüttel und Abt des Klosters Michaelstein bei Blankenburg.

## Leben
Julius August war ein Sohn des Herzogs Julius von Braunschweig-Wolfenbüttel (1528–1589) aus dessen Ehe mit Hedwig (1540–1602), Tochter des Kurfürsten Joachim II. von Brandenburg. 
Als jüngerer Sohn des Herzogs fand Julius August, wie zwei seiner Brüder, seine Versorgung im geistlichen Stand. Die Welfenprinzen bekleideten dabei eher Positionen von mittlerem Rang. Im Jahr 1593 wurde Julius August Dompropst zu St. Blasius in Braunschweig. Im Jahr 1599 ernannte ihn sein Bruder Heinrich Julius zum Abt des Klosters Michaelstein, das durch das Aussterben der Grafen von Regenstein an das Haus Braunschweig gefallen war. 
Julius August stiftete der Marienkirche in Wolfenbüttel den Taufstein. Nachfolger in seinen Ämtern wurde Julius Augusts Neffe Christian, genannt der tolle Halberstädter.